# Bruno Streckenbach
Bruno Streckenbach (ur. 7 lutego 1902 w Hamburgu, zm. 28 października 1977 tamże) – SS-Gruppenführer, dowódca Einsatzgruppe I, p.o. szefa Głównego Urzędu Bezpieczeństwa Rzeszy, planista Nadzwyczajnej Akcji Pacyfikacyjnej w Generalnym Gubernatorstwie.

## Życiorys
Był m.in. szefem Gestapo w Hamburgu. W czasie agresji III Rzeszy na Polskę w 1939, w stopniu SS-Brigadeführera dowodził Grupą Operacyjną (Einsatzgruppe I), posuwająca się w ślad za oddziałami 14 Armii dowodzonej przez gen. Wilhelma Lista. Prowadził akcje pacyfikacyjne w okolicach Cieszyna i Krakowa i był odpowiedzialny za wymordowanie tysięcy obywateli polskich we wrześniu i październiku 1939 roku.
Od października do listopada 1939 pełnił obowiązki dowódcy policji bezpieczeństwa Sipo i SD na obszarze Naczelnego Dowódcy na Wschodzie i w Okręgu Wojskowym "Łódź" i rezydował w Łodzi. Od początku listopada 1939 przebywał w Krakowie, gdzie objął funkcję szefa Sipo i SD w Generalnym Gubernatorstwie. Jemu powierzono przygotowanie planu Akcji AB. Według zeznań części świadków ponosi odpowiedzialność za aresztowanie i deportację profesorów Uniwersytetu Jagiellońskiego (Sonderaktion Krakau). Kierował też Akcją AB. W czasie narady u gubernatora Hansa Franka mającej miejsce 31 maja 1940 prezentował pogląd, że nadzór nad Judenratami a za ich pośrednictwem nad całością ludności żydowskiej, powinna sprawować wyłącznie policja bezpieczeństwa. Jesienią 1940 doprowadził do utworzenia gett w GG.
W styczniu 1941 roku odwołany z GG. Jako szef I Urzędu w RSHA, po śmierci Heydricha awansował na p.o. szefa RSHA i kierował nim od 4 czerwca do 22 grudnia 1942. Pełniąc tę funkcję instruował podwładnych, że Polacy mają być traktowani jak Żydzi i Cyganie. Później przeszedł do służby w Waffen-SS, i dowodził kolejno 8. Dywizją Kawalerii SS Florian Geyer i 19. Dywizją Grenadierów SS. Walcząc na froncie wschodnim dostał się do niewoli, i przez sąd ZSRR został skazany na długoletnie więzienie. W 1955 został zwolniony i przekazany władzom RFN.